# Zavala Island
Zavala Island (englisch; bulgarisch остров Завала ostrow Sawala) ist eine 700 m lange und 250 m breite Insel im Archipel der Südlichen Shetlandinseln. In der Gruppe der Dunbar-Inseln vor der Nordostküste der Livingston-Insel liegt sie 1,3 km ostnordöstlich von Balsha Island, 0,6 km südwestlich von Aspis Island, 0,8 km nördlich des Slab Point und 0,35 km westlich des Organpipe Point.
Bulgarische Wissenschaftler kartierten sie 2009. Die bulgarische Kommission für Antarktische Geographische Namen benannte sie im selben Jahr nach einer Ortschaft und einem gleichnamigen Berg im Westen Bulgariens.